# Vargem Grande (kommun)
Vargem Grande är en kommun i Brasilien.   Den ligger i delstaten Maranhão, i den nordöstra delen av landet, 1 400 km norr om huvudstaden Brasília. Antalet invånare är 49 415.
Följande samhällen finns i Vargem Grande:
- Vargem Grande
- Santa Rita

Omgivningarna runt Vargem Grande är huvudsakligen savann. Runt Vargem Grande är det glesbefolkat, med 17 invånare per kvadratkilometer.